# Symplocos polyphylla
Symplocos polyphylla är en tvåhjärtbladig växtart som beskrevs av B. Ståhl. Symplocos polyphylla ingår i släktet Symplocos och familjen Symplocaceae. Inga underarter finns listade i Catalogue of Life.